# Faculté d'odontologie de Montpellier
 (novembre 2017).
La Faculté d'Odontologie, située au nord de Montpellier est une unité de formation et de recherche (UFR) composante de l'Université de Montpellier pour la formation de futurs professionnels et de chercheurs dans le domaine de l'odontologie.

## Historique
En 1699, durant le règne de Louis XIV, un édit instaure le diplôme d'expert-dentiste délivré par la Faculté de Médecine. Le médecin Pr René octroie le premier diplôme à Jean-Étienne Frankelly. Cet édit ne codifie pas l'apprentissage de l'art dentaire, qui se fait à cette époque par « compagnonnage ». Tout en étant un progrès et une reconnaissance, l'édit est annulé avec la Révolution de 1789.
En 1910, le professeur Émile Forgue (en) (1860-1943), propose au conseil de l'Université d'ajouter au programme de la faculté de médecine la création d'un cours de chirurgie dentaire. Une commission est nommée pour étudier le projet d'un enseignement dentaire.
En 1939 puis 1941 est inaugurée et mise en fonction la clinique Saint-Charles, dans l'ensemble des services ouverts, l'école dentaire dispose d'un pavillon indépendant avec son service de soins et de prothèse.
Au début des années 1950, l'institut de botanique héberge la faculté d'odontologie de Montpellier-I, située dans des bâtiments d'environ 5 600 m2 de la rue Auguste Broussonnet. En 1958, la faculté est créée sous la dénomination d'« école dentaire de Montpellier ». La direction est confiée au professeur Pierre Franchebois, chef du premier service de stomatologie de la faculté de médecine de la ville.
Créée en 1974, la faculté d'odontologie prépare les futurs chirurgiens-dentistes, les enseignants-chercheurs et praticiens hospitaliers. L'ensemble des enseignements et de la recherche de la faculté avec le service d'odontologie du centre hospitalier universitaire de Montpellier constituent le centre de soins, d'enseignement et de recherches dentaires (CSERD).
Retardant les travaux depuis 1993 pour un différend concernant « les responsabilités des parties prenantes, dans le cas de désaffection de l'immeuble construit » entre le Ministère de l'Enseignement supérieur et le conseil régional, en tant que maître d'ouvrage pour la nouvelle faculté d'odontologie (permettant d'accueillir 600 étudiants) dont la ville offre le terrain. Le chantier demande un investissement de 150 millions de francs et son financement est assuré aux deux tiers par la Région et le reste par l'État.
La faculté d'odontologie ainsi que le centre de soins dentaires déménagent en 1996 dans de nouveaux bâtiments construits en frange du Parc Euromédecine et du quartier Malbosc au nord de Montpellier par le cabinet d'architecte Pierre Tourre,.
Le directeur de l'UFR est Jean-Cédric Durand.

### Note
1. ↑  En 2023, aucune référence est trouvée sur l'opuscule d'Émile Forgue, intitulé l'antisepsie en chirurgie courantes, en chirurgie urgente et à la campagne.